# Ambasada Demokratycznej Republiki Konga przy Stolicy Apostolskiej
Ambasada Demokratycznej Republiki Konga przy Stolicy Apostolskiej – misja dyplomatyczna Demokratycznej Republiki Konga przy Stolicy Apostolskiej. Ambasada mieści się w Rzymie.

## Historia
Pierwszy ambasador Demokratycznej Republiki Konga przy papieżu został mianowany w 1968. Stosunki dyplomatyczne pomiędzy Stolicą Apostolską a Zairem zostały ponownie ustanowione 31 stycznia 1977.